# Zapping (roman)
Zapping est un roman policier américain de Carol Higgins Clark publié en 2008. Il s'agit d'un titre appartenant à la série ayant pour héroïne l'enquêtrice Regan Reilly.
Le roman est traduit en langue française en 2009.

## Résumé
À New York en août 2003, Jack et Regan Reilly ont acheté à un riche industriel, Conrad Spreckles, le loft voisin du leur pour agrandissement. Ils y font faire des travaux depuis deux mois par un artisan nommé Rod et ses deux ouvriers : Wally et Frank.
La femme de l'ancien propriétaire, Lorraine apprend à son retour d'Angleterre qu'il a demandé le divorce et qu'il a vendu le loft dans lequel elle passait le plus clair de son temps; ce loft, où elle avait fait poser un coffre fort contenant des lettres compromettantes pour la suite de sa carrière d'artiste et une grosse somme d'argent qu'elle avait détournée mois après mois du compte en banque de son époux.
Elle décide donc de faire appel à un ami acteur, Clay Nardellini pour entrer dans l'appartement par infraction et vider le coffre avant que quelqu'un ne le découvre. Mais Wally a découvert le coffre, n'a rien dit et compte revenir dans la nuit voir ce qu'il contient, avec l'aide de son ami Arthur.
Pendant ce temps, Kit, l'amie de Regan, décide de sortir dans un cabaret d'humoristes avec Georgina une collègue. Ce qu'elle ne sait pas, c'est que Georgina est une malade, elle marque au fer rouge :  je suis une ordure, des jeunes gens grands et blonds qui lui rappellent son ancien petit ami. Chip, l'accoste à l'entrée du cabaret.
Puis c'est le grand black out de 2003  qui  plonge New York dans l'obscurité totale à la suite d'un violent orage. 
Profitant de la nuit noire et bien que la police soit mobilisée pour intervenir au moindre délit, une galerie d'art exposant  des sculptures en verre créées par des artistes du monde entier, est cambriolée.
Pendant que Jack court après les voleurs, que Regan cherche désespérément Chip avant que Georgina ne passe aux actes, Lorraine aidée de Clay veut vider son coffre et Wally aidé d'Arthur voudrait voir ce qu'il contient. La nuit va être longue et mouvementée.